# شوک (فیلم ۱۹۷۷)
شوک (انگلیسی: Shock) فیلمی در ژانر ترسناک به کارگردانی ماریو باوا و لامبرتو باوا است که در سال ۱۹۷۷ منتشر شد.